# كلاوس ياكوبي
كلاوس ياكوبي (بالألمانية: Claus Jacobi)‏ (و. 1927 – 2013 م) هو صحفي، ومؤلف، وكاتب ألماني، ولد في هامبورغ، كان عضوًا في الحزب النازي، توفي في هامبورغ، عن عمر يناهز 86 عاماً.

## جوائز
حصل على جوائز منها:
- جائزة المنافسة العامة  [لغات أخرى]‏ (1946)
- قائد الفنون والآداب

## وصلات خارجية
- كلاوس ياكوبي على موقع IMDb (الإنجليزية)
- كلاوس ياكوبي على موقع مونزينجر (الألمانية)

- كلاوس ياكوبي في قاعدة بيانات الأفلام على الإنترنت